# Karen Arthur
Karen Arthur (ur. 24 sierpnia 1941) – amerykańska aktorka i reżyserka.

## Filmografia
Aktor
- 1967: Mannix jako Samantha Moore
- 1970: Immortal, The jako Betty
- 1972: Ulice San Francisco jako Margaret Bateman

Reżyser
Seriale telewizyjne
- 1982: Cagney i Lacey
- 1983: Powrót do Edenu
- 1995: Maska zabójcy

Film
- 1979: The Mafu Cage
- 1985: Byłam króliczkiem Playboya
- 1990: Mroczna przemoc
- 1997: Prawdziwe kobiety
- 1998: Schody do nieba
- 2005: Cudowna przemiana

## Nagrody
- Otrzymała nagrodę Emmy za wyreżyserowanie serialu Cagney i Lacey.[1]